# Riemhout
Riemhout (Micropholis guyanensis) is een boom die voorkomt in een deel van Brazilië, Bolivia en Peru en verder noordelijk, de Guiana's, het Caribische gebied en Centraal-Amerika tot Costa Rica. De boom is een houtleverancier.

## Beschrijving
Het is een altijdgroene boom met een dichte, smalle kroon en donkergroen gebladerte. De boom kan 40 meter hoog worden. De stam is recht en kan tot 18 meter lang zonder takken zijn, met een doorsnee van 60 cm of meer. De boom draagt eetbare vruchten en zowel het hout als de gom worden plaatselijk naar waarde geschat.
De soort is tweehuizig en heeft vijftallige, roomkleurig tot groenachtige bloemen die stuifmeel, nectar en geurstoffen produceren om bestuivers aan te trekken. De bloeitijd valt tussen juni en oktober. Vruchten worden tussen november en april gevormd; één zaad per vrucht.
Er worden twee ondersoorten onderkend
- Micropholis guyanensis guyanensis—Wit riemhout
- Micropholis guyanensis commixta—Zwart riemhout

Er is nog een derde, zij het informele, ondersoort. Echter, in een studie in Brazilië, even buiten Manaus, waar beide 'ondersoorten' door elkaar voorkomen, bleek er weliswaar geen overlap te zijn tussen de bloeitijd van de twee ondersoorten, maar hun bloeiwijze is vrijwel hetzelfde en zij worden ook door dezelfde vlinders en bijen bestoven. Of er inderdaad sprake is van verschillende ondersoorten, is daarmee niet duidelijk. De bloemen zijn erg kortlevend, gewoonlijk niet veel meer dan een etmaal of iets langer (27 uur).

## Het hout
Het kernhout is geel tot grijsbruin, soms met een rode of groene tint. Het spinthout is niet duidelijk onderscheidbaar maar is gewoonlijk 12–17 cm breed. Het hout heeft een fijne textuur en groeiringen zijn niet te onderkennen. Het hout is hard, zwaar, sterk en taai. Het bevat kiezel. Het wordt gebruikt voor bouwdoeleinden en voor timmerwerk, kades, pieren, vloeren, handvatten en fineer.
De productie is in Suriname niet erg groot. In de periode 2014-'16 bedroeg het zo'n 300 m³ per jaar. De boom is er niet zeldzaam maar hij komt tamelijk verspreid voor in alle bostypen behalve moerasbos en laag savannebos.